# Schwastrumer Au

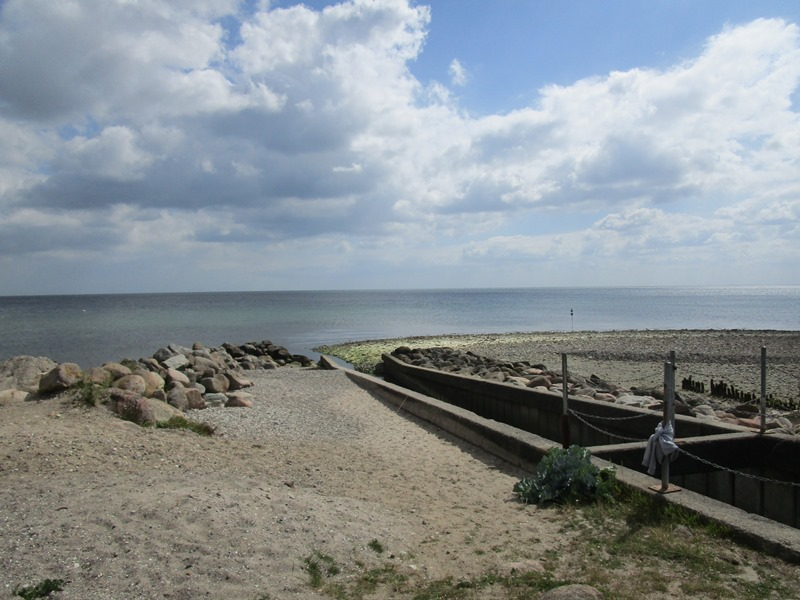
Mündung der Bookenau/Schwastrumer Au in die Ostsee mittels eines kleinen Siels

Die Schwastrumer Au (auch: Bokenau und Bookenau, dänisch: Svartstrøm Å bzw. Bogå) ist ein Fließgewässer im nordöstlichen Schleswig-Holstein (Südschleswig). Die Au entspringt bei der Ortschaft Börentwedt in der Gemeinde Thumby, fließt von dort zunächst nach Süden, wendet sich bei Pommerbyholz dann nach Osten, verläuft südlich der Ortschaft Schwastrum (dän. Svartstrøm, auch Svastrum) und mündet zwischen Booknis und Damp-Fischleger (Damp Fiskerleje) in die Ostsee. Der Wasserlauf bildet streckenweise die Grenze zwischen den Gemeinden Damp und Waabs bzw. den historischen Kirchspielen (dän. sogn) Karby und Waabs.
Die Au wurde erstmals 1649 schriftlich erwähnt. Der Gewässername Bo(o)kenau leitet sich vom altdänischen *bøki in der Bedeutung Bewuchs mit Buchen ab. Die namensgebende Ortschaft Schwastrum wurde bereits 1285 erwähnt, der Name stammt vom dänischen sorte strøm (Schwarzer Strom).